# 644 до н. е.

## Події
- У Північній Африці засновано колонію Ебесс — першу колонію Карфагена
- Бл. 644 — Манасію звільняють із в'язниці, і він повертається в Єрусалим. Підтримує яхвістів.

### Китай
- 16-й рік ери правління луського князя Сі-гуна[1].
- Хуей-гун надіслав групу євнуха Бо-ді до дісців, щоб вбити Чун-ера, коли той полював разом з правителем Ді на березі річки Вейхе[2].
- Чун-ер, дізнавшись про смерть Гуань Чжуна, покинув землі Ді (доручивши дружині чекати його 25 років) і прибув у Ці, де Хуань-гун одружив його на своїй дочці (епізод 107 «Го юй»)[3].
- Чун-ер на шляху в Ці в Улу (місцевість у Вей) він попросив їжі у селянина, але той дав йому грудку землі, що Чжао Шуай витлумачив як добрий знак (згідно з розд.14 «Ши цзі» — 637 рік, розд. 37 і 39 — 644 рік)[4].
- Цінський князь Му-гун призначив управителів і чиновників для району Хедун[5].
- У 1 місяці, на молодика в Сун з неба впало п'ять «каменів» (метеоритів). Того ж місяця шість орлів пролетіли назад над сунською столицею[6].
- У 3 місяці, в день жень-шень, помер луський гун-цзи (княжич) Цзі-ю[7].
- У 4 місяці, в день бін-шень померла цзенська княгиня Цзі-цзі[8].
- У 7 місяці, в день цзя-цзи помер Луска сановник Гунсунь-цзи[9].
- Чжоуський ван, коли вторглися жуни, звернувся по допомогу до Ці. Ціський князь Хуань-гун зібрав князів направити війська для захисту Чжоу[10].
- 12 місяці відбувся військовий з'їзд князів у Хуай. Були присутні князі Ці, Сун, Чень, Вей, Лу, Чжен, Сюй, Сін і Цао[11].